# Mikałaj Kryżanouski
Mikałaj Kiryławicz Kryżanouski (biał. Мікалай Кірылавіч Крыжаноўскі, biał. Николай Кириллович Крыжановский, Nikołaj Kiriłłowicz Kryżanowski; ur. 1 marca 1937 w Bobrujsku, zm. 17 grudnia 2024) – białoruski konstruktor i polityk, w latach 1990–1995 deputowany do Rady Najwyższej Białoruskiej SRR/Rady Najwyższej Republiki Białorusi XII kadencji; członek Opozycji BNF – frakcji parlamentarnej partii Białoruski Front Ludowy (Biełaruski Narodny Front), o charakterze antykomunistycznym i niepodległościowym.

## Życiorys
Urodził się 1 marca 1937 roku w Bobrujsku, w obwodzie mohylewskim Białoruskiej SRR. W 1966 roku ukończył Północno-Zachodni Instytut Politechniczny w Leningradzie, uzyskując specjalność konstruktora. Pracował w swoim zawodzie w Białoruskiej Fabryce Samochodowej (BiełAZ) od 1977 roku jako naczelnik biura konstrukcyjnego oddziału głównego konstruktora BiełAwtoMAZ-u w Żodzinie.
Należał do KPZR od grudnia 1960 roku. Pod wpływem idei białoruskiego odrodzenia narodowego opuścił tę partię w czerwcu 1990 roku i wstąpił do Białoruskiego Frontu Ludowego.
W 1990 roku został wybrany na deputowanego ludowego do Rady Najwyższej Białoruskiej SRR z Żodzińskiego-Autozawodzkiego Okręgu Wyborczego Nr 86. Wchodził w skład trzech komisji parlamentarnych: Komisji Rady Najwyższej ds. Rozwoju Przemysłu, Energetyki, Transportu, Łączności i Informatyki, Czasowej Komisji Rady Najwyższej ds. Przywilejów oraz Komisji Konstytucyjnej (od 20 lipca 1990). Był również członkiem tzw. Gabinetu Cieni Opozycji BNF. Wchodził tam w skład komisji do walki z korupcją.
Brał udział w opracowaniu i przyjęciu Deklaracji o Państwowej Suwerenności Białorusi oraz przygotowaniu projektów ustaw na nadzwyczajnej sesji Rady Najwyższej 24–25 sierpnia 1991 roku, w czasie której ogłoszono niepodległość Białorusi.
Współautor Koncepcji przejścia Białoruskiej SRR na gospodarkę rynkową (jesień 1990), Głównych kierunków reform dla wyjścia z kryzysu – przedwyborczej platformy ekonomicznej BFL "Odrodzenie" (wiosna 1995) i szeregu projektów ustaw. Uczestnik głodówki deputowanych Opozycji BNF 11–12 kwietnia 1995 roku w Sali Owalnej parlamentu, ogłoszonej na znak protestu przeciwko zainicjowanemu przez prezydenta Łukaszenkę referendum na temat wprowadzenia języka rosyjskiego jako drugiego języka państwowego, zmiany symboli państwowych Białorusi (biało-czerwono-białej flagi i herbu Pogoni) na symbole nawiązujące do radzieckich, integracji ekonomicznej z Federacją Rosyjską i prawie prezydenta do rozwiązywania parlamentu. W nocy z 11 na 12 kwietnia został razem z innymi protestującymi wywleczony siłą z sali parlamentu przez zamaskowanych funkcjonariuszy wojska i służb specjalnych, pobity, wepchnięty do samochodu, wywieziony, a następnie wyrzucony na ulicy w centrum Mińska. W dniach 13–14 kwietnia 1995 roku uczestniczył w procesie przed Sądem Konstytucyjnym, w którym Opozycja BNF oskarżyła prezydenta Łukaszenkę o monopolizację środków masowej informacji.
W 2010 roku Zianon Pazniak opisał w swoich wspomnieniach Mikałaja Kryżanouskiego z początku lat 90. następująco:

Dobrze znał ekonomię, orientował się w systemie władzy, potrafił przeprowadzać właściwą analizę i wszystko przepuszczał przez serce; przejmował się wszystkim, co nam na Białorusi marnowali, tracili. To było widać po nim od razu. W polityce (w naszej polityce) potrzebni byli ludzie, którzy z pełnym prawem mogli powiedzieć nomenklaturowemu oponentowi: "Jak panu nie wstyd!". I winowajcy ciężko było na to coś powiedzieć

## Odznaczenia
- Medal 100-lecia Białoruskiej Republiki Ludowej – 2019[9]